# 2018년 오아하카 지진
2018년 오아하카 지진(스페인어: Terremoto de Oaxaca de 2018)은 2018년 2월 16일 멕시코 오아하카주에서 일어난 모멘트 규모 7.2의 지진이다. 이 지진으로 진앙에서 360km 정도 떨어진 멕시코시티에서도 진동이 느껴졌다. 지진으로 인한 직접적인 사상자는 부상자 4명이나, 구조 활동 중 군용 헬리콥터 추락으로 14명이 사망하고 15명이 부상을 입는 사고가 일어났다.
2월 19일엔 규모 M5.9의 여진이 일어났다. 여진의 진동은 멕시코시티에도 느껴졌으나 사상자는 없었다.

## 같이 보기
- 2018년 지진
- 멕시코의 지진 목록